# Narcissus obesus
Narcissus obesus là một loài thực vật có hoa trong họ Amaryllidaceae. Loài này được Salisb. mô tả khoa học đầu tiên năm 1796.

## Hình ảnh

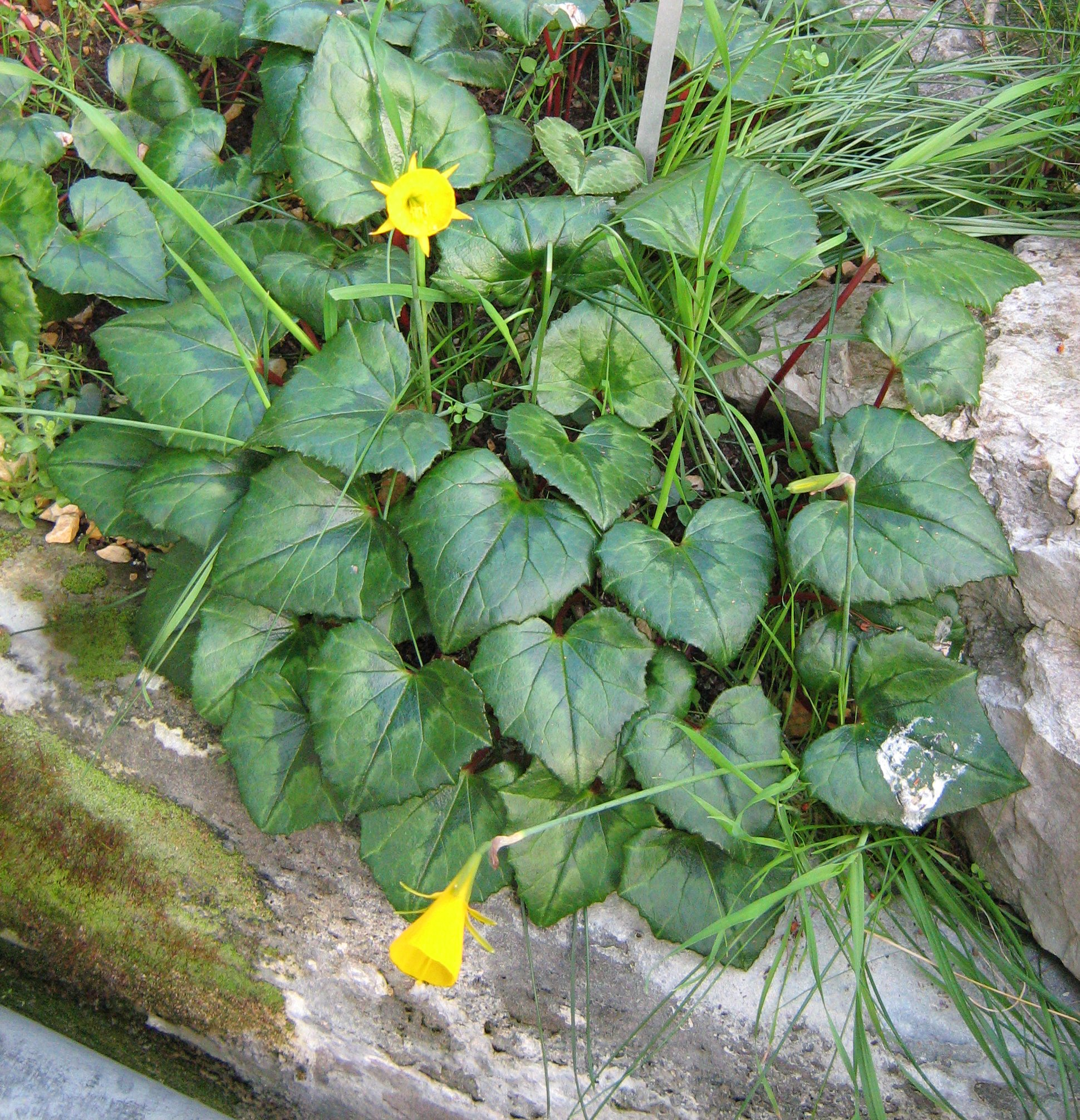
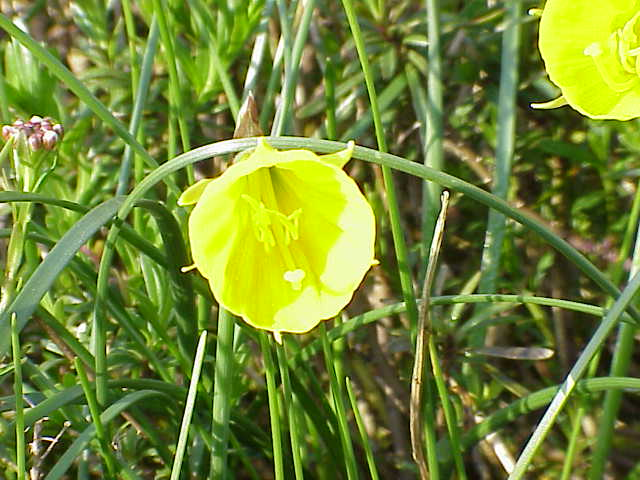
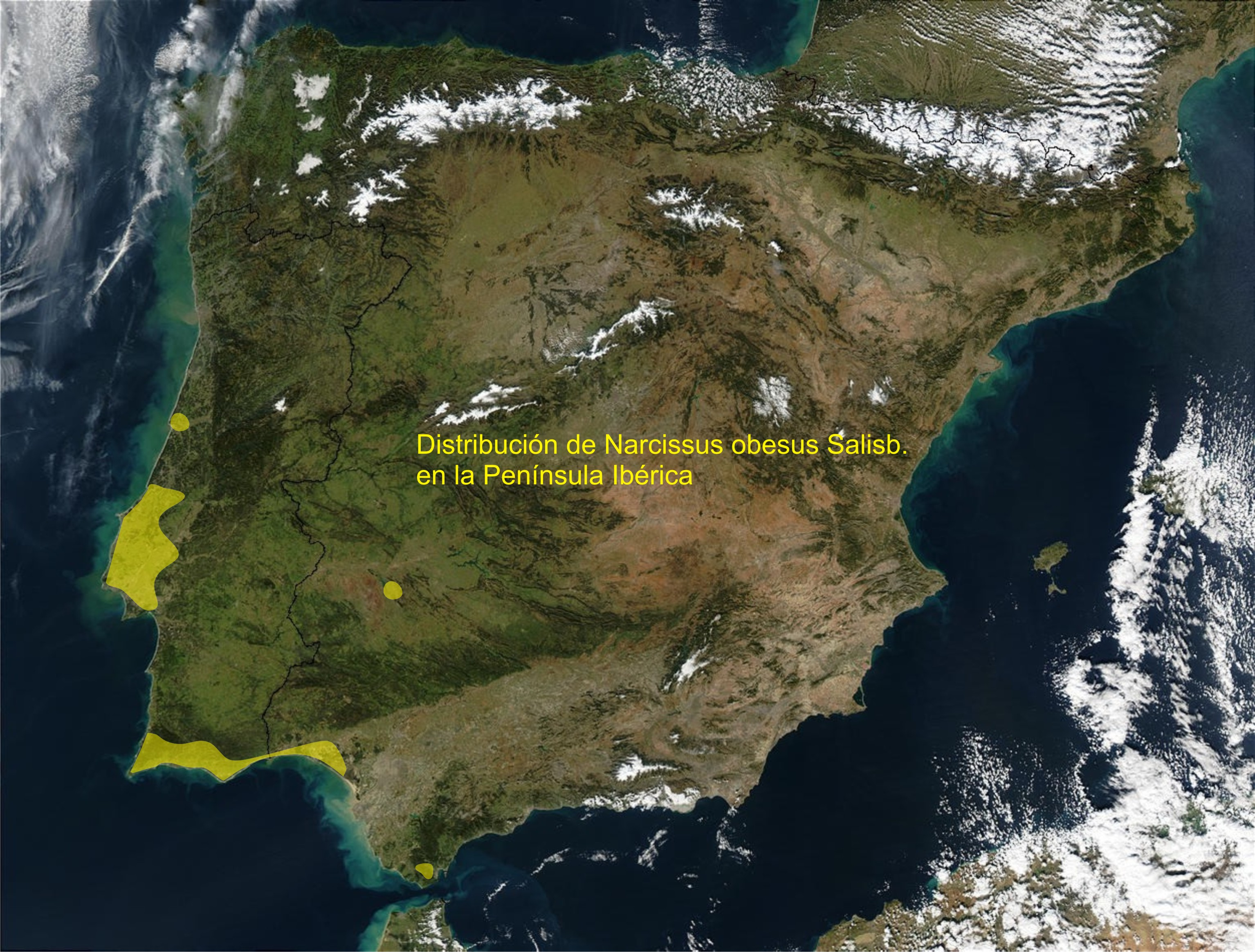